# Sölvesborg
Sölvesborg est une ville de Suède, chef-lieu de la commune de Sölvesborg, dans le comté de Blekinge. En 2012, on y dénombre 10 024 habitants.

## Personnalités liées à la ville
- Nicole Sabouné (1991-), chanteuse née à Sölvesborg.
- Joel Nilsson (1994-), footballeur né à Sölvesborg.

## Jumelage
- Malbork (Pologne)